# Ronde van de Achterhoek
Le Ronde van de Achterhoek est une course cycliste néerlandaise disputée dans l'Achterhoek, qui fait partie de la province de Gueldre. 
La course d'un jour est créée en 1969 sous le nom de Ronde van de Achterhoek. De 1985 à 2004, elle s'est déroulés sous le nom du Grand Prix Wielerrevue. Son sponsor est le magazine cycliste néerlandais Wieler Revue. Le GP Wielerrevue est classé dans la catégorie UCI 1.5 de l'époque. Dans les années 1990, elle a lieu en février et sert d'épreuve ouverture de la saison aux Pays-Bas.
En raison de problèmes financiers, la course n'a plus pu avoir lieu en 2005. Après une interruption de douze ans, elle fait son retour en 2017, reprennant son nom original du Ronde van de Achterhoek. Depuis la saison 2021, elle fait partie de l'UCI Europe Tour en catégorie 1.2.

## Palmarès
| Année                   | Vainqueur               | Deuxième             | Troisième                 |  |
| ----------------------- | ----------------------- | -------------------- | ------------------------- |  |
| Grand Prix Wielerrevue  |                         |                      |                           |  |
| 1985                    | Johan Lammerts          |                      |                           |  |
| 1986                    | Ludo De Keulenaer       |                      |                           |  |
| 1987                    | Wim Arras               |                      |                           |  |
| 1988                    | Etienne De Wilde        |                      |                           |  |
| 1989                    | Noël Segers             |                      |                           |  |
| 1990                    | Brian Holm              | Viatcheslav Ekimov   |                           |  |
| 1991                    | Etienne De Wilde        |                      |                           |  |
| 1992                    | Eric Vanderaerden       |                      |                           |  |
| 1993                    | Johan Museeuw           |                      |                           |  |
| 1994                    | Robin Veen              |                      |                           |  |
| 1995                    | Lucien de Louw          |                      |                           |  |
| 1996                    | Louis de Koning         |                      |                           |  |
| 1997                    | Rudie Kemna             |                      |                           |  |
| 1998                    | Robin Veen              |                      |                           |  |
| 1999                    | Jans Koerts             |                      |                           |  |
| 2000                    | Jurgen Van Goolen       |                      |                           |  |
| 2001                    | Bert Hiemstra           |                      |                           |  |
| 2002                    | Mathieu Heijboer        |                      |                           |  |
| 2003                    | Kristof De Zutter       |                      |                           |  |
| 2004                    | Niki Terpstra           |                      |                           |  |
| 2005-2016               | Pas de compétition      | Pas de compétition   | Pas de compétition        |  |
| Ronde van de Achterhoek |                         |                      |                           |  |
| 2017                    | Wim Kleiman             |                      |                           |  |
| 2018                    | Cees Bol                |                      |                           |  |
| 2019                    | Marco Doets             |                      |                           |  |
| 2020                    | Pas de compétition      | Pas de compétition   | Pas de compétition        |  |
| 2021                    | Casper van Uden         | Jan-Willem van Schip | Ryan Christensen          |  |
| 2022                    | Coen Vermeltfoort       | Martijn Budding      | Jim Brown                 |  |
| 2023                    | Martijn Rasenberg       | Martijn Budding      | Noah Hobbs                |  |
| 2024                    | Stian Rosenlund Richter | Noa Isidore          | Daan van Sintmaartensdijk |  |